# ダビッド・モルレー
ダビッド・モルレー（David Murray [ˈdeɪvɪd ˈmʌri]、1830年10月15日 - 1905年3月6日）は、アメリカ合衆国の教育者、教育行政官。オルバニー・アカデミー校長、ラトガース・カレッジ教授、日本国学監、ニューヨーク州大学校理事会事務局長を歴任した。
明治初期に日本政府が招聘したお雇い外国人の一人であり、1873年（明治6年）から1878年（明治11年）まで文部省顧問として教育制度の整備に貢献。東京大学、東京女子師範学校（お茶の水女子大学の前身）および同校附属幼稚園、教育博物館（国立科学博物館の前身）、東京学士会院（日本学士院の前身）の設立を助けたほか、中央集権的な「学制」改正案をまとめた。
ダビット・モルレー、デイビッド・マレーなどとも表記される。

## 来歴
1830年10月15日、ニューヨーク州デラウェア郡ボバイナに生まれる。両親はスピガ山のふもとで農業を営むスコットランド移民であり、ダビッドには5人の兄姉、2人の妹がいた。デルハイのデラウェア・アカデミー、ダベンポートのファーグソンビル・アカデミーを経てスケネクタディのユニオン・カレッジに編入学し、優秀な成績で卒業。カレッジ在学中には、「批判学」の講義を担当した学長エリファレット・ノットから強い影響を受けている。
カレッジを卒業した1852年、州都オルバニーにあるオルバニー・アカデミーの校長ジョージ・クックに招かれて同アカデミーの講師となり、翌年に教授となった。1857年には校長に就任し、生徒数の減少によって経営危機に直面していたアカデミーの改革を推進。成績管理制度、学年別クラス制度、卒業証書授与制度の導入などによって教育水準の向上につとめ、生徒数を増加させることに成功した。
1863年7月、ニュージャージー州ニュー・ブランズウィックのラトガース・カレッジ教授となっていたジョージ・クックに再び招かれ、ラトガース・カレッジの数学と自然哲学の教授に就任。就任後、モルレーはクックとともにモリル法適用によるラトガース・カレッジ科学校設立を計画し、1865年に開校を実現させたほか、口頭試問に代わる全校一斉筆記試験および科目選択制の導入を推進した。1863年にはニューヨーク州大学校から哲学博士号を取得し、さらに1873年にラトガース・カレッジ、1874年にユニオン・カレッジからそれぞれ法学博士号を取得。またこの間、ジョン・ニールソン博士の養女マーサ・A・ニールソンと結婚している。
なお、ラトガース・カレッジでは幕末以来多数の日本人留学生が学んでおり、1866年頃には付設のグラマー・スクールを含めると40名以上の日本人が在学していた。モルレーは彼らに関心を持ち、自宅に招いてもてなしたという。交流のあった学生の中には杉浦弘蔵（畠山義成）、平山太郎、勝小鹿、旭小太郎（岩倉具定）がいた。1872年には、ワシントン駐在の日本国外交官森有礼が学長ウイリアム・キャンベルに寄せた教育問題に関する質問状への回答を依頼され、長文の回答書を執筆した。これが目にとまり、教育調査とともに教育顧問招聘の任務を帯びて訪米していた岩倉使節団の副使木戸孝允と理事官田中不二麿はモルレーの招聘を検討。報酬月額600ドル、3年間の予定で契約が交わされることになった（なお、報酬を月額700ドルに増額し雇用期間を2年6か月延長するという新契約が1875年に交わされ、翌1876年にはラトガース・カレッジに辞表が提出された）。
モルレーは夫人とともに1873年（明治6年）6月に来日した。はじめは学校督務兼開成学校教頭、1874年（明治7年）10月からは学監として諸般の教育事務に対する助言・建言を行い、空席の文部卿に代わって省務を統括していた文部官僚田中不二麿を助けた。東京大学、東京女子師範学校および同校附属幼稚園、教育博物館、東京学士会院の設立や官立諸学校の教則制定・改正はモルレーの協力によって実現したと言われている。1874年12月の金星日面通過に際して各国から観測隊が来日するにあたっては、文部省に対し観測の意義を解説するとともに観測隊への協力を要請し、自らも長崎に赴きダビッドソン率いる米国観測隊に参加した。1875年（明治8年）10月には、翌年5月から11月まで開催されるフィラデルフィア万国博覧会での教育情報収集と、教育博物館設立に必要な諸物品等購入のため米国出張を命じられ、ただちに渡米。日本政府の意を受けて下関賠償金返還を求めるロビー活動を行い、合衆国議会の外交委員会にも出席し意見を述べている。博覧会会期中には各国の展示を視察したほか、博覧会に合わせて開催されていた三つの国際教育会議に出席し、諸外国の教育家との交流を通じて各国の教育制度に関する知識を深めた。教育会議を含む博覧会の報告書は『慕邇矣禀報』として文部省から出版された。1876年（明治9年）12月に日本に戻ってからは、「学制」改正の参考資料とするための改正案作成に従事し、「学監考案 日本教育法」「学監考案 日本教育法説明書」をまとめた。この改正案は、全国の教育を標準化するために公立小中学校の教則、府県学校監督官、教員免許、学位、教科書などに対する管理権限を文部省に認めるという、「学制」よりも中央集権的なもので、1879年（明治12年）に制定された教育令にはほとんど反映されなかったが、翌年公布された改正教育令に強い影響を与えた。1878年（明治11年）12月に契約満期を迎えたモルレーは翌年1月に日本を発ち、エジプト、ヨーロッパを巡って米国に帰国した。
帰国後は、1880年1月にニューヨーク州の中等・高等教育行政機関であるニューヨーク州大学校の理事会事務局長に就任。中等教育機関への州の補助金配分の基準となる、一定水準の学力を持った学生数を割り出すためのリージェント試験制度の拡充や、中等教育機関の教育内容の標準化・画一化をすすめる指導・助言、教員養成に対する査察の強化を行い、中央集権的な学校管理を押し進めた。1886年、髄膜炎の発作で倒れ、長期休養を経て翌年1月に復職したが、全快に至ることなく1889年7月に辞職。1882年から務めていたユニオン・カレッジ評議委員も退き、ニュー・ブランズウィックに移り住んだ。
晩年は文筆と講演に力を注いだほか、ラトガース・カレッジ評議委員、ジョン・ウェルス記念病院会計局長、ニュー・ブランズウィック神学校特別委員会事務長を務めた。1905年3月6日、74歳で死去し、ニュー・ブランズウィックのエルムウッド墓地に葬られた。没後、東京帝国大学はモルレー夫人より1000ドルの寄附を受け、モルレー博士紀念数学賞を創設している。モルレー夫妻には子がなかった。1929年に夫人が死去した際、遺産は分割して親類と各機関に譲渡され、ラトガース・カレッジとユニオン・カレッジには夫妻の遺志によってダビッド・モルレー奨学金が創設された。

## 著作

### 英語
著書
- An Historical Sketch of the Sunday School Connected with the Second Presbyterian Church of the City of Albany, 1857
- A plan for a park for the city of Albany, 1863
- Manual of Land Surveying, with Tables, 1872
- Japanese Indemnity Fund, 1875
- The Use and Abuse of Examinations : with Skeches of Systems Now in Use in China, France, Germany and England, 1880
- Industrial and Material Progress, Illustrated in the History of Albany, 1880
- The Relations of the College to the Learned Professions,  An Address Delivered at the Commencement of Union College, June 24, 1885, 1885
- The story of Japan, 1894
  - Japan, 1894
  - Japan, Rev. ed., 1906
- The Development of Modern Education in Japan, 1904

編書
- Annual Report of the Regents of the University of the State of New York, 1880-1889
- A Memorial of Rev. William Henry Campbell, D.D., LL.D., Late President of Rutgers College, 1894
- Delaware County, New York, History of the Century, 1797-1897, 1898
- History of Education in New Jersey, 1899

### 日本語訳
- 「国民教育 : その必要性・利益・諸制度」（尾形裕康著 『学制実施経緯の研究』 校倉書房、1963年11月）
  - 「国民教育の必要とその利益」（永井道雄編 『日本の教育思想』 徳間書店〈近代日本の名著〉、1967年5月）

森有礼の質問状に対する米国の教育家からの回答をまとめたEducation in Japan, 1873. の一節。英文は大久保利謙編 『森有礼全集 第3巻』 宣文堂出版、1972年2月および上沼八郎、犬塚孝明共編 『新修森有礼全集 第5巻』 文泉堂書店、1999年8月に収録されている。
- 金星経過試験に関する意見（国立公文書館所蔵 「公文録・明治六年・第五十七巻」No.9 16-22コマ）
  - 「ダビツトモルレーヨリ意見」（国立公文書館所蔵 「太政類典・第二編・第二百四十九巻」No.2 7-11コマ）
- 「正二位右大臣岩倉具視閣下始メ参議各位ニ呈ス」（国立公文書館所蔵 「公文録・明治六年・第五十八巻」No.28 8-9コマ）
  - 「学頭ダビットモルレーヨリ書翰」（国立公文書館所蔵 「太政類典・第二編・第三百二十五巻」No.17 2コマ）
- 開成学校開業式祝辞 （『太政官日誌』明治6年第140号、1873年10月）
  - 開成学校開業式祝辞、賜饌に際しての文部省長官への答詞（『文部省報告』第1号、1874年1月、2-3頁、6-9頁）
- 開成学校長への建言書（東京大学文書館所蔵 「文部省往復 明治七年 乙」 425丁表-428丁表）
所澤（1996）に翻刻されている。
- 学事概略（『文部省雑誌』第9号、1874年5月）
  - 「学監米人博士ダウヰッド、モルレー申報」（『文部省第一年報』1875年1月）
  - 「ダビット・モルレー申報」（吉野作造編輯代表 『明治文化全集 第十巻 教育篇』 日本評論社、1928年3月 ／ 明治文化研究会編 『明治文化全集 第十八巻 教育篇』 日本評論社、1967年12月 ／ 明治文化研究会編 『明治文化全集 第十一巻 教育篇』 日本評論社、1992年10月、ISBN 4535042519）
  - 「学監米人博士ダウヰッド・モルレー申報（その一）」（三井為友編集・解説 『日本婦人問題資料集成 第四巻 教育』 ドメス出版、1976年4月）
  - 「教育制度の確立」（大久保利謙編 『外国人の見た日本 3 明治』 筑摩書房、1961年5月） - 現代語訳。
- 東京師範学校臨幸に際しての奏詞（『文部省雑誌』第10号、1874年6月、2-3頁）
- 「明治七年十二月九日 金星実測ノ説」（『文部省雑誌』第23号、1874年12月）
  - 『文部省雑誌』 文部省、1876年12月
- 「金星過日」（日本学士院、国立天文台所蔵）
  - 日本科学史学会編 『日本科学技術史大系 第14巻 地球宇宙科学』 第一法規出版、1965年5月

斎藤国治、篠沢志津代 「金星の日面経過について、特に明治7年（1874）12月9日日本における観測についての調査」（『東京天文台報』第16巻第1冊、1972年6月、NAID 40018130259 ／ 第16巻第2冊、1973年3月、NAID 40018130267）にも翻刻されている。
- 「学監ダビット、モルレー申報」（『文部省第二年報附録』1875年12月）
  - 前掲 「ダビット・モルレー申報」（『明治文化全集 第十巻 教育篇』ほか）
  - 「学監ダビット・モルレー申報（その二）」（前掲 『日本婦人問題資料集成 第四巻 教育』）
- 「概言」（『日本教育史略』 文部省、1877年8月）
文部省がフィラデルフィア万国博覧会に出品したAn Outline History of Japanese Education; Prepared for the Philadelphia International Exhibition, 1876, 1876. の一節。
  - 前掲 『明治文化全集 第十巻 教育篇』ほか
  - 文部省編 『日本教育史略』 国書刊行会〈明治教育古典叢書〉、1981年4月
  - 『日本教育史略』 雄松堂出版〈教育史善本叢書〉、1988年1月
- 「日本償金」（早稲田大学図書館所蔵大隈文書）
- 下関償金の件に関する陳述・手記（国立公文書館所蔵 「公文録・明治十年・第九十五巻」No.20）
  - 「ダウヰットモルレー手記」（国立公文書館所蔵 「太政類典・第二編・第三百二十五巻」No.21）
- 『慕邇矣禀報』 文部省、1877年3月
フィラデルフィア万国博覧会に関する報告書。
- 「費府博覧会ノ教育ニ大益アリシ事」（東京大学法理文学部編纂 『学芸志林』第3冊、1877年9月）
  - 渡辺正雄監修 『明治前期学術雑誌論文記事集成 第1巻 教育1』 ゆまに書房、1989年1月、ISBN 4896681665
- 「学監考案 日本教育法」、「学監考案 日本教育法説明書」（東書文庫所蔵）
  - 大久保利謙編 『明治文化資料叢書 第8巻 教育編』 風間書房、1961年5月
- 「身体之教育」（京都大学所蔵第三高等学校関係資料）
能勢（1961）に翻刻されている。
- 「明治十年十二月東京大学三学部生徒卒業式執行ノ日 文部省雇米国博士ダウヰッド、モルレー氏演説」（『教育雑誌』第78号、文部省、1978年9月）、「文部省雇米国人博士ダウヰット、モルレー氏演説 第七十八号ノ続キ」（第79号、1978年10月）
  - 「明治十年十二月本部卒業証書授与式演説」（東京大学法理文三学部編纂 『学芸志林』第3巻第16冊、1878年11月）
- 「学監大闢莫爾矣東京府下公学巡視申報」（『文部省第六年報附録』 1880年12月）
- 「米人モルレー氏ノ書翰埃及国教育ノ景況」（『教育雑誌』第100号、文部省、1879年6月）
- 「太辟莫爾矣氏ノ学士館設立考按」（『各国学士院紀畧』 東京学士会院、1880年5月）
  - 日本学士院八十年史編纂委員会編 『日本学士院八十年史 資料編一』 日本学士院、1961年3月

「学監考案 日本教育法説明書」の抄録。

## 関連文献
- 『モルレー紀念帖』（国立国会図書館所蔵）
- William Isaac Chamberlain, ed., In Memoriam, David Murray, Ph.D., LL.D., Superintendent of Educational Affairs in the Empire of Japan, and Adviser to the Japanese Imperial Minister of Education, New York : private printing, 1915.
- 海後宗臣 「モルレー」（海後宗臣ほか共著 『近代日本教育の開拓者』 野間教育研究所〈新教育叢書〉、1950年4月）
  - 海後宗臣著 『海後宗臣著作集 第七巻 日本教育史研究I』 東京書籍、1980年12月
- 稲垣友美 「学監ダビッド・マレー（David Murray）の研究」（『フィロソフィア』第29号、早稲田大学哲学会、1955年12月、NAID 40003302073）
- 「マレーと文教行政」（岸本英夫、海後宗臣編纂委員 『日米文化交渉史 第3巻 宗教・教育編』 洋々社、1956年3月 ／ 原書房、1980年9月、ISBN 4562009926）
- 仲新 「教育行政史上におけるDavid Murrayと「学監考案 日本教育法」」（日本教育学会編 『教育学研究』第23巻第2号、1956年6月、NAID 130003562649）
- 能勢修一 「モルレー氏「身体の教育」見込書について」（『鳥取大学学芸学部研究報告』教育科学第3巻、1961年11月、NAID 40002731558）
  - 能勢修一著 『明治体育史の研究 : 体操伝習所を中心に』 逍遥書院〈新体育学講座〉、1965年9月初版 ／ 1981年7月増補版
  - 能勢修一著 『明治期学校体育の研究 : 学校体操の確立過程』 不昧堂出版、1995年2月、ISBN 4829303018
- 「田中不二麻呂と学監マレー」「アメリカ教育との接近」「教育令制定の過程」（土屋忠雄著 『明治前期教育政策史の研究』 講談社、1962年5月）
- Norio Akashi, The Murray mission to Japan 1873-1879 : a study in cultural relations, MS Thesis, University of Wisconsin, 1964.
- 青山なを 「マレー夫妻の手紙」（『比較文化』第11号、東京女子大学比較文化研究所、1965年2月、NAID 40005875547）
  - 青山なを著 『青山なを著作集 第四巻 小論と随想』 慶応通信、1983年12月、ISBN 4766402979
- 「マーレイの招聘」「マーレイと「学制」の実施」（木村力雄著 『「学制」に関する一考察』 職業訓練大学校、1968年3月）
- 明石紀雄 「米国からの教育使節 : デビッド・マレー」（『筑波大学地域研究』第1号、筑波大学大学院地域研究研究科、1983年3月、NAID 110000350962）
- Tadashi Kaneko, “Contributions of David Murray to the Modernization of School Administration in Japan”, in The Modernizers : Overseas Students, Foreign Employees, and Meiji Japan, Ardath W. Burks, ed., Westview Press, 1985.
  - 金子忠史 「日本の教育行政の現代化に果たしたデーヴィッド・マレーの貢献」（アーダス・バークス編 『近代化の推進者たち : 留学生・お雇い外国人と明治』 思文閣出版、1990年2月、ISBN 4784205802）
- 後藤純郎 「学監モルレー雇用の経緯(I)」（『教育学雑誌』第19号、日本大学教育学会、1985年3月、NAID 110009898916）
  - 「学監モルレー雇用の経緯(II)」（『教育学雑誌』第20号、日本大学教育学会、1986年3月、NAID 110009901431）
- 羽田積男 「ダビッド・モルレーの教育論」（『教育学雑誌』第24号、日本大学教育学会、1990年3月、NAID 110009898940）
- 所澤潤 「大学進学の始まりと旧制高等学校教育の起源 : 明治7年3月のモルレーの建言のもたらしたもの」（『東京大学史紀要』第14号、東京大学史史料室、1996年3月、NAID 120007147536）
- 上原貞雄 「日本教育令案に見るマレーの学監考案日本教育法のかかわり : 両案における規定内容の比較検討を通して」（『教育行政学研究』第18号、西日本教育行政学会、1997年3月、NAID 110000381984）
- 古賀徹 「David Murrayの研究 : 教育の近代化とキリスト教、文化交流を中心として」（『研究紀要』第54号、日本大学人文科学研究所、1997年9月、NAID 40005068752）
- 佐藤秀夫 「D.マレー「学監考察 日本教育法」と「学制」改正 : 明治初期教育政策の形成と御雇外国人」（『研究紀要』第57号、日本大学人文科学研究所、1999年1月、NAID 40005068909）
- 古賀徹研究代表 『文部省顧問David Murrayと日本の近代教育に関する研究』 2001年
- 古賀徹 「文部省顧問David Murrayに関する在米資料（“The Papers of David Murray”）の存在 : 東京大学との関わりに注目して」（『東京大学史紀要』第19号、東京大学史史料室、2001年3月、NAID 40004203528）
- 内川隆志 「デイビッド・マレーと田中不二麿 : 明治初期における教育制度と博物館」（『國學院大學博物館学紀要』第28輯、國學院大學博物館学研究室、2004年3月、NAID 40006308457）
- 財部香枝 「デヴィッド・マレーとスミソニアン・インスティテューションとの交流 : 明治初年の博物館創設過程」（『博物館学雑誌』第30巻第1号、全日本博物館学会、2005年1月、NAID 40006620136）
- 高田麻美 「米国百年期博覧会においてデイヴィッド・マレーが収集した海外の教育資料」（『博物館学雑誌』第37巻第1号、全日本博物館学会、2011年12月、NAID 40019177824）
  - 高田麻美著 『近代日本の教育博物館 : モデル館と地域の関係史』 東信堂、2024年3月、ISBN 9784798918792
- 塩崎智 「西郷隆盛と同じ高給取のお雇い外国人、デイビッド・マレーの「費用対効果」 : 文部省ピラミッド案を作成した米国人の例」（『青淵』第831号、渋沢栄一記念財団、2018年6月、NAID 40021586257）
- Benjamin Duke. Dr. David Murray: Superintendent of Education in the Empire of Japan, 1873-1879. Rutgers University Press, 2019. ISBN 9780813594972